# Nu descendant l'escalier (N°1)
Ne doit pas être confondu avec Nu descendant un escalier (N°2).
Nu descendant l'escalier (N°1) est un tableau exécuté par l'artiste français Marcel Duchamp en 1911. 

## Description et analyse
Il s'agit d'une huile sur carton, de dimension 95,9 x 60,3 cm, contrecollée sur un panneau de bois, et qui représente, selon son titre, une personne nue descendant un escalier, lequel est de forme spiralée.
L'artiste, qui fréquentait le groupe de Puteaux à cette époque, a décidé de figurer ici le « mouvement ». Durant l'automne 1911, la question que se pose Duchamp ici est comment représenter le mouvement dans un dispositif tel que le plan du tableau, en deux dimensions donc. Durant la même période, il produit Jeune homme triste dans un train. Cette préoccupation était également, à cette époque, celle d'artistes comme Giacomo Balla. La source possible du motif principal — une femme nue descendant un escalier, alors que rien n'indique dans le titre le genre du nu —, se trouverait être un poème de Jules Laforgue.
Contrairement au Nu descendant un escalier (N°2) (1912), produit sur une toile et considéré par l'artiste même comme une « version définitive », ce premier nu ne semble pas avoir été exposé à l'époque de son exécution.

## Conservation
Elle est conservée depuis 1950, grâce à la donation de ses premiers propriétaires, Louise et Walter Arensberg, parmi d'autres œuvres de cet artiste, au Philadelphia Museum of Art, aux États-Unis.

## Expositions
- Apollinaire, le regard du poète, musée de l'Orangerie, Paris, 6 avril - 18 juillet 2016 — no 92.